# Ninox theomacha
Coruja-gavião-da-papua ou mocho-papua (Ninox theomacha) é uma espécie de ave estrigiforme pertencente à família Strigidae.